# Amblyseius supercaudatus
Amblyseius supercaudatus är en spindeldjursart som beskrevs av Wolfgang Karg 1994. Amblyseius supercaudatus ingår i släktet Amblyseius och familjen Phytoseiidae. Inga underarter finns listade i Catalogue of Life.